# Selo de taxa doméstica da Rainha Elizabeth II (Canadá)
O selo de taxa doméstica rainha Isabel II do Reino Unido é um selo definitivo emitido pelo Canada Post, e com a imagem de Isabel II, rainha do Canadá. Oito versões do selo foram emitidas desde 2003.

## Fundo
O Canadá retrata seus soberanos em selos desde 1851; essa tradição continua até os dias atuais. Desde 1939, a imagem da Rainha Elizabeth II aparece em 59 selos emitidos no Canadá, a maioria deles definitivos. A porta-voz do Canada Post Cindy Daoust, foi citada afirmando que os selos com a imagem da Rainha agora "superam outros selos, dez para um, seja uma edição comemorativa ou definitiva".

## Design
No Rideau Hall, em 19 de dezembro de 2003, o governador-geral Adrienne Clarkson, juntamente com o presidente e CEO do Canada Post, André Ouellet, e o artista e fotógrafo de música pop canadense Bryan Adams, revelaram um selo definitivo do Canada Post com a imagem da Rainha Isabel II. O Canada Post emitiu este selo em parte a pedido da Liga Monarquista do Canadá; os definitivos foram emitidos como duplos comemorativos-definitivos (normalmente esses tipos de selos são diferentes) para marcar o Jubileu de Ouro da Rainha.
Usando um retrato fotográfico em preto e branco da Rainha, tirada por Adams durante uma sessão de cinco minutos com a Rainha no Palácio de Buckingham, Saskia van Kampen da empresa de gráficos de Toronto Gottschalk + Ash cortou a imagem, colocou o rosto da Rainha fora do centro e deu-lhe uma lavagem de tom de sépia. O retrato informal foi uma quebra da tradição de usar retratos oficiais ou efígies de monarcas em selos canadenses. Adams disse sobre sua foto como um "vislumbre da pessoa real... O que fez essa foto ganhar, foi seu sorriso encantador. É um em um milhão. Este selo foi lançado novamente em 20 de dezembro de 2004, como um doméstico de 50 centavos com uma lavagem azul, optou por contrastar com a cor do selo anterior. Como medida de segurança, mas também para proporcionar maior profundidade de cor, a tonalidade azul consistia de seis cores diferentes.
Em 14 de janeiro de 2019, outro selo permanente foi introduzido, com uma foto tirada em 2017, em Portsmouth, Inglaterra.

## Selos não nomeados
Foi anunciado em 19 de setembro de 2006, que uma série de novos definitivos seriam emitidos em dezembro daquele ano, como um selo não denominado, que permanecerá válido para correios domésticos de primeira classe (até 30g) através de quaisquer futuros aumentos nas taxas postais. A nova série incluiu um selo queen, que usou uma imagem colorida tirada durante sua turnê para celebrar os centenários de Saskatchewan e Alberta. Um "P" no canto inferior direito aparece em vez de um valor numérico para indicar que é bom para a taxa básica de letras domésticas.  A segunda versão deste selo foi emitida em 27 de dezembro de 2007, com uma imagem da Rainha durante sua visita a Saskatchewan e Alberta em 2005.